# 鄭守一
鄭守一（韓語：정수일，1934年11月12日—2025年2月24日），出生于中国吉林龙井市，韓國歷史學家。出生於滿洲國延邊（現今吉林）。鄭守一原為朝鮮勞動黨對外情報調查部間諜，並以菲律賓人Muhammad Kansu的身份在韓國檀國大學擔任教授。
1996年因為傳真而被誤認為毒販，因此被揭穿為間諜，被判處入獄12年。之後在2000年光復節受特赦，2003年受聘於高麗大學，2005年歸化大韓民國籍。